# Ekbacken, Arboga
Ekbacken är ett villa- och radhusområde i östra delarna av Arboga, söder om Arbogaån.

## Ekbackens tätort och småort
1960 avgränsade SCB en tätort med 260 invånare inom Arboga stad. Vid den följande avgränsningen 1965, räknades området inte längre som tätort. Sedan åtminstone 1990 var området en del av Arboga tätort.
Vid avgränsningen 2018 var bebyggelsen åter separerad från tätorten och bildade 2020 en separat småort.